# Rent-A-Girlfriend
Rent-A-Girlfriend, cuyo título original es Kanojo, Okarishimasu (彼女、お借りします?  lit. 'Tomaré prestado una novia') y cuya abreviación es Kanokari (かのかり?), es una serie de manga escrita e ilustrada por Reiji Miyajima. La historia gira en torno al estudiante universitario Kazuya Kinoshita quien, en medio de una crisis amorosa, contrata a una novia de alquiler llamada Chizuru Mizuhara a través de una aplicación de citas en línea. La relación entre ellos se torna complicada una vez que él, en un momento de nerviosismo, presenta a Chizuru a su familia y les hace creer que verdaderamente son novios.
Las novias de alquiler tienen demanda en algunos países de Asia Oriental, y la inspiración para la serie provino de un artículo periodístico en el que se informaba de que en China los hombres jóvenes recurren a este servicio sobre todo en fechas festivas, porque sus familias los presionan para que presenten a su pareja. El manga comenzó su serialización el 12 de julio de 2017 en la semanal Shūkan Shōnen Magazine, de la editorial japonesa Kōdansha, y lleva emitidos cuarenta y un volúmenes recopilados en tankōbon. La serie generó una obra paralela, Kanojo, Hitomishirimasu (彼女、人見知ります?  lit. 'Ella es realmente tímida'), de la que se han publicado tres volúmenes.
La trama del manga se adaptó a tres temporadas de anime producidas por TMS Entertainment —que para la segunda contó con la colaboración de Studio Comet—, dirigidas primero por Kazuomi Koga y luego por Shin'ya Une, y emitidas por MBS en su bloque «Animeism». Cuentan con doce episodios cada una, y la primera se transmitió entre julio y septiembre de 2020. La segunda estuvo al aire desde julio hasta septiembre de 2022, mientras que la tercera temporada comenzó su emisión en julio de 2023 y finalizó en septiembre. Una cuarta temporada se estrenará en 2025. Además, la obra ha dado lugar a un dorama —serie de televisión con actores reales— dirigido por Daisuke Yamamoto y transmitido en ANN entre julio y septiembre de 2022.
Analistas de varios conglomerados de medios de comunicación han realizado comentarios dispares sobre la serie. La premisa y la protagonista femenina han recibido elogios, pero tanto Kazuya como el desarrollo de personajes y el humor de la serie han recibido críticas negativas. Chizuru en particular se ha convertido en un personaje sumamente popular, por lo que se han lanzado al mercado diversos productos basados en su imagen.

## Argumento

### Sinopsis
La historia de Rent-A-Girlfriend comienza cuando al estudiante Kazuya Kinoshita lo abandona su primera novia, Mami Nanami, después de haber salido solo un mes. En un intento de sobrellevar el dolor, ingresa a una aplicación de citas en línea mediante la que puede alquilar a una chica que finja ser su pareja por un día, tanto en privado como en público. Kazuya contrata los servicios de una joven hermosa y agradable llamada Chizuru Mizuhara y la cita sale bien, pero otorga una reseña negativa porque cree que solo aparentó ser la novia perfecta. Cuando vuelve a alquilarla y le hace reproches, ella se enoja y lo reprende por no haber entendido el acuerdo que tenían.
En medio del segundo encuentro, Kazuya se entera de que su abuela, Nagomi Kinoshita —la matriarca de la familia—, acaba de ser internada, por lo que inmediatamente parte hacia el hospital. Al quedar tiempo de la cita, Chizuru lo acompaña. En un momento de nerviosismo, Kazuya miente y dice es su novia, y la anciana queda encantada con la joven. A esto se suma que la abuela de Chizuru, Sayuri Ichinose —quien desconoce la ocupación de su nieta—, igualmente ingresada en ese lugar, los descubre juntos y también piensa que son pareja. Para mantener las apariencias con sus familiares y amigos, acuerdan que la siga alquilando una vez a la semana, aunque la situación se torna compleja cuando se dan cuenta de que son vecinos y van a la misma universidad. El hecho de que no consigan desvincularse sirve como «grillete» y permite que el curso de la historia prosiga.
Su relación se profundiza una vez que, una tarde de playa en la que coinciden por casualidad, Kazuya salva la vida de Chizuru cuando esta cae de un transbordador y casi se ahoga. Como pierde el conocimiento tras sacarla del agua, ella le practica reanimación cardiopulmonar y consigue despertar al joven, quien desarrolla sentimientos románticos luego de este suceso. Tiempo después, el muchacho conoce a otra novia de alquiler, Ruka Sarashina, quien padece bradicardia y se enamora perdidamente de él, porque es el único que acelera sus pulsaciones. A causa de esto, Ruka es agobiante con Kazuya e insiste en salir juntos, lo que él acepta a regañadientes. En virtud de la temática harem de la obra, posteriormente se introducen más personajes que tienen algún tipo de interés en el protagonista, como Sumi Sakurasawa —una novia de alquiler que ensaya citas con él para superar su timidez— y Mini Yaemori —vecina de Kazuya y Chizuru que quiere asegurarse de que terminen juntos—.
A medida que la historia progresa, se revela que Chizuru estudia interpretación y quiere convertirse en actriz profesional. A la joven le preocupa el hecho de que su abuela, quien está gravemente enferma, fallezca antes de verla en una película. Kazuya consigue financiación para una producción cinematográfica a través de una página web de micromecenazgo, donde desconocidos aportan dinero al proyecto si es de su agrado. La película se estrena, con Chizuru en el papel principal y Kazuya como productor, y Sayuri la mira antes de morir. Después de eso, los protagonistas se ven obligados a mudarse de su complejo de apartamentos debido a problemas en la estructura, por lo que la serie pasa a tratarse sobre la convivencia de los dos en la antigua casa de Chizuru.

### Temáticas y estilo
La obra trata, entre otras cosas, sobre la soledad que experimentan los jóvenes como Kazuya y sobre cómo esto puede llevarlos a pagarle a alguien para que esté junto a ellos. Contratar personas por un determinado tiempo puede verse como un acto «superficial» o «penoso»; el propio autor, por ejemplo, tuvo una cita con una novia de alquiler antes de crear la serie y dijo: «Nunca olvidaré la soledad indescriptible que sentí al momento de entregar el dinero». Sin embargo, el mensaje de Rent-A-Girlfriend es que salir con una novia de alquiler es «curativo para la salud mental de quien lo necesite» y puede «aliviar ese sentimiento de soledad». De esta manera, la obra no busca retratar a estas trabajadoras como objetos sexuales, sino como acompañantes ideales con quienes puede superarse la angustia y la frustración. Tanto es así que el autor insertó una nota al principio del primer volumen, donde se explica que «no hay sexo y ella siempre tiene el control».
A pesar de tratarse de una comedia romántica, la obra no prioriza las relaciones sentimentales por sobre las amistades, puesto que Kazuya se preocupa por Chizuru y por sus seres queridos al mismo nivel. El manga contiene elementos propios de una serie de ecchi, cuya inclusión en ocasiones ha sido juzgada negativamente por la crítica. Aun así, no se considera a Rent-A-Girlfriend una típica «comedia romántica plagada de fanservice», porque generalmente el humor sexual no se hace explícitamente, sino mediante insinuaciones.

## Personajes
A continuación, se describe brevemente a los personajes principales y se nombrará a los seiyū de la versión original y a los actores de doblaje en Hispanoamérica:
- Kazuya Kinoshita (木ノ下 和也 Kinoshita Kazuya?) es un estudiante de veinte años[nota 1] que cursa Administración de empresas en la Universidad de Nerima. Vive solo en un apartamento y su familia le brinda una mensualidad que le permite mantenerse sin necesidad de trabajar.[23] No obstante, más tarde se desempeña a medio tiempo como mozo en un bar de karaoke, para pagar los gastos de las citas.[24] Se lo presenta como un joven mal parecido, indeciso y cobarde que tiende a mentir para eludir problemas, aunque reconoce sus errores y se deja aconsejar por los demás.[5] A pesar de que en varias oportunidades se comporta de manera lasciva, le es fiel a Chizuru desde que se percata de que está enamorado de ella y, por esto mismo, es reacio a los avances románticos de otras chicas.[18] En el idioma original, su seiyū es Shun Horie,[nota 2][27] mientras que en el doblaje español es Sergio Olmo y en el hispanoamericano, es Luis Navarro.[28][29]

- Chizuru Mizuhara (水原 千鶴 Mizuhara Chizuru?), cuyo verdadero nombre es Chizuru Ichinose (一ノ瀬 ちづる Ichinose Chizuru?), es una estudiante de diecinueve años que cursa Literatura en la Universidad de Nerima. Tiene la ambición de convertirse en actriz profesional, por lo que estudia interpretación y desempeña papeles en obras de teatro.[15] A modo de práctica actoral, trabaja como novia de alquiler y con los clientes se comporta con suma amabilidad y consideración, si bien esconde un carácter fuerte e irritable.[15][30] Frecuentemente descrita como una joven hermosa, en la universidad utiliza una apariencia de nerd para evitar ser reconocida, porque oculta su ocupación a sus allegados.[30] Si bien se deja en claro que Kazuya está enamorado de ella, durante gran parte de la obra no se especifica si Chizuru corresponde esos sentimientos.[11] En el idioma original, su seiyū es Sora Amamiya,[nota 3][27] mientras que en el doblaje español es Jana Massot y en el hispanoamericano, es Valentina Souza.[28][29]

- Mami Nanami (七海 麻美 Nanami Mami?) es una estudiante de primer año en la Universidad de Nerima[nota 4] que salió con Kazuya y lo abandonó después de un mes, porque «conoció a alguien más».[32] Aunque aparenta ser una muchacha dulce y alegre, esconde una personalidad egoísta, manipuladora y vengativa que la convierte en un personaje antagónico.[5] De baja estatura y cabello rubio, se la describe como una persona atractiva, pero no tanto como Chizuru, lo que le provoca envidia.[33] Mami ve sospechoso que Kazuya haya encontrado una novia aparentemente perfecta tan pronto, por lo que indaga sobre la relación entre ambos en múltiples oportunidades, con el objetivo de descubrir la verdad y separarlos.[32] En el idioma original, su seiyū es la ya mencionada Aoi Yūki —que también la interpretó en un comercial de televisión en 2017—,[25][27] mientras que en el doblaje español es Ainhoa Maiquez y en el hispanoamericano, es Verania Ortiz.[28][29]

- Ruka Sarashina (更科 瑠夏 Sarashina Ruka?) es una estudiante de preparatoria de diecisiete años. Inicialmente, se la presenta como la pareja de uno de los amigos de Kazuya, Shun Kuribayashi, pero más tarde revela que trabaja de novia de alquiler y él solo la había contratado.[6] Ruka pertenece a una agencia diferente a la de Chizuru y, dueña de una apariencia de idol, el protagonista la encuentra igual de hermosa que esta.[34][35] Diagnosticada con bradicardia desde la infancia, años después se convirtió en novia de alquiler para enamorarse de alguien y aliviar la condición, algo que no sucedió.[36] Sin embargo, a través de Shun conoce a Kazuya, la única persona que consigue acelerarle el ritmo cardíaco.[37] Desesperada al haber encontrado el amor, Ruka le ruega que salga con ella.[2] Más adelante, abandona la profesión para centrarse en su relación con Kazuya y empieza a trabajar con él en el karaoke.[38] En el idioma original, su seiyū es Nao Tōyama,[27] mientras que en el doblaje español es Irene Miràs y en el hispanoamericano, es Amanda Hinojosa.[28][29]

- Sumi Sakurasawa (桜沢 墨 Sakurasawa Sumi?) es una estudiante de diecinueve años que cursa el primer año universitario, aunque no en la misma institución que el resto de personajes. Es una novia de alquiler novata que, en virtud de su extrema timidez, recibe quejas y reseñas negativas de los clientes.[39] Por esta razón, pide a Chizuru que consiga a alguien con quien pueda practicar las citas, y esta envía a Kazuya.[39] Incluso con sus limitaciones, planea rigurosamente los encuentros y se muestra abierta a participar en actividades que para ella son nuevas.[6] Al ser incapaz de entablar una conversación, Sumi se comunica mediante señas o anotando en el celular lo que quiere decir.[40] Con el tiempo, tras varias citas y conocer mejor a Kazuya, acaba desarrollando sentimientos románticos por él, pero los reprime.[41] En el idioma original, su seiyū es Rie Takahashi,[27] mientras que en el doblaje español es Elena Barra y en el hispanoamericano, es Polly Huerta.[28][29]

- Mini Yaemori (八重森 みに Yaemori Mini?) es una estudiante de primer año en la Universidad de Nerima que, unas dos semanas antes de que Kazuya sugiriera hacer una película, se muda al lado del apartamento de este. El personaje presenta rasgos de nekomimi —características relacionadas con los felinos—, puesto que suele portar una diadema con orejas de gato y tiene un comillo pronunciado.[14] Es una muchacha muy activa en redes sociales y con intereses propios de una otaku,[42] además de dedicarse al cosplay en Internet, bajo el alias «Koronemaru».[43] Inmediatamente nota que a Kazuya —a quien se refiere como «senpai»— le gusta Chizuru, por lo que se compromete a ayudarlo a conquistarla.[43] En el idioma original, su seiyū es Yū Serizawa,[27] mientras que en el doblaje hispanoamericano es Erika Ugalde.[29]

## Producción
Tanto en China como en Japón, desde la década de 2000 son comunes las aplicaciones para contratar los servicios de un chico o una chica que fingen ser amigos o parejas del cliente en citas u otros eventos. Este negocio alcanzó mayor popularidad a mediados de la década de 2010. Por esa época, el mangaka Reiji Miyajima había ilustrado la obra AKB49: Ren'ai Kinshi Jōrei, que se publicó en la Shūkan Shōnen Magazine de Kōdansha. La inspiración para crear Rent-A-Girlfriend surgió cuando Miyajima leyó un artículo periodístico donde se informaba que en China muchos hombres jóvenes, dada la presión impuesta por sus familias de traer pareja para pasar año nuevo, tendían a contratar los servicios de novias de alquiler. Miyajima se sintió «muy conmovido» por ello y consideró que era un tema adecuado para una comedia romántica. Para adentrarse en el asunto, tuvo una reunión con una mujer que trabajaba de novia de alquiler, a modo de «entrevista». La agencia en la que trabaja Chizuru, «Diamond», está basada en una verdadera compañía de acompañantes de ese estilo. El final se inventó con antelación, aunque «hay algunos aspectos que cambian dependiendo de cómo se desarrolle la historia». Se acordó que el manga se vendiera únicamente a mayores de dieciséis años, dado «su fanservice y su humor».
Miyajima afirmó que basó al protagonista en sí mismo y que, a través de él, «puedo expresar lo que yo quiera. Al igual que Kazuya, hay cosas que no puedo soportar sin importar cuánto me esfuerce; lidiar con el dolor, por ejemplo». El autor creyó que hacer de Chizuru «solo una novia de alquiler» no sería motivo suficiente para que el personaje principal se enamorara de ella, por lo que los convirtió en vecinos y compañeros de universidad e ideó que ella sea una aspirante a actriz. «Necesitaba saber qué tipo de chica era y qué tipo de cosas harían que él se interesara en ella», dijo. Posteriormente, creó al resto de personajes con el fin de «añadir profundidad» en la relación entre Kazuya y Chizuru, y para dibujarlos se basó en varias personas que conoce. Miyajima considera que Mami se diferencia del resto de personajes femeninos y que «muestra un lado de sí misma que va más allá de simplemente ser bonita». En cuanto al diseño, el autor dio un aspecto distintivo a cada una —al punto de que son identificables por sus siluetas— y para elegir las vestimentas consultó revistas de moda. También, el estilo de cabello de cada una corresponde con su personalidad.
Durante el proceso de adaptación, Miyajima y Kazuomi Koga entablaron conversaciones por Line y la mayor recomendación del autor fue que se aseguraran de que, en la primera temporada, aparecieran los cuatro personajes femeninos principales. Dada la extensión del manga, se modificaron y, en algunos casos, se suprimieron unos cuantos elementos de la historia. Como ejemplo de esto, el pasado y la explicación de la condición cardíaca de Ruka, que en el manga ocupa un capítulo entero, solo se incluyó en los créditos del séptimo episodio, a modo de video musical.

## Contenido de la obra
| #  | Fecha de publicación     | ISBN                   |
| -- | ------------------------ | ---------------------- |
| 1  | 17 de octubre de 2017    | ISBN 978-4-06-510221-3 |
| 2  | 17 de diciembre de 2017  | ISBN 978-4-06-510580-1 |
| 3  | 16 de febrero de 2018    | ISBN 978-4-06-510970-0 |
| 4  | 17 de abril de 2018      | ISBN 978-4-06-511207-6 |
| 5  | 15 de junio de 2018      | ISBN 978-4-06-511621-0 |
| 6  | 14 de septiembre de 2018 | ISBN 978-4-06-512239-6 |
| 7  | 14 de noviembre de 2018  | ISBN 978-4-06-512994-4 |
| 8  | 17 de enero de 2019      | ISBN 978-4-06-513937-0 |
| 9  | 15 de marzo de 2019      | ISBN 978-4-06-514446-6 |
| 10 | 17 de mayo de 2019       | ISBN 978-4-06-515139-6 |
| 11 | 16 de agosto de 2019     | ISBN 978-4-06-515727-5 |
| 12 | 17 de octubre de 2019    | ISBN 978-4-06-517162-2 |
| 13 | 17 de diciembre de 2019  | ISBN 978-4-06-517546-0 |
| 14 | 17 de marzo de 2020      | ISBN 978-4-06-518556-8 |
| 15 | 17 de junio de 2020      | ISBN 978-4-06-519178-1 |
| 16 | 17 de agosto de 2020     | ISBN 978-4-06-520332-3 |
| 17 | 17 de septiembre de 2020 | ISBN 978-4-06-520600-3 |
| 18 | 17 de noviembre de 2020  | ISBN 978-4-06-521253-0 |
| 19 | 17 de febrero de 2021    | ISBN 978-4-06-521641-5 |
| 20 | 16 de abril de 2021      | ISBN 978-4-06-522978-1 |
| 21 | 17 de junio de 2021      | ISBN 978-4-06-523582-9 |
| 22 | 17 de agosto de 2021     | ISBN 978-4-06-524487-6 |
| 23 | 15 de octubre de 2021    | ISBN 978-4-06-525140-9 |
| 24 | 17 de diciembre de 2021  | ISBN 978-4-06-526285-6 |
| 25 | 17 de febrero de 2022    | ISBN 978-4-06-526894-0 |
| 26 | 17 de mayo de 2022       | ISBN 978-4-06-527923-6 |
| 27 | 15 de julio de 2022      | ISBN 978-4-06-528497-1 |
| 28 | 16 de septiembre de 2022 | ISBN 978-4-06-529128-3 |
| 29 | 16 de diciembre de 2022  | ISBN 978-4-06-529936-4 |
| 30 | 17 de febrero de 2023    | ISBN 978-4-06-530643-7 |
| 31 | 17 de mayo de 2023       | ISBN 978-4-06-531573-6 |
| 32 | 14 de julio de 2023      | ISBN 978-4-06-532184-3 |
| 33 | 14 de septiembre de 2023 | ISBN 978-4-06-532893-4 |
| 34 | 16 de noviembre de 2023  | ISBN 978-4-06-533553-6 |
| 35 | 16 de febrero de 2024    | ISBN 978-4-06-534568-9 |
| 36 | 17 de abril de 2024      | ISBN 978-4-06-535136-9 |
| 37 | 17 de julio de 2024      | ISBN 978-4-06-536161-0 |
| 38 | 17 de octubre de 2024    | ISBN 978-4-06-537133-6 |
| 39 | 17 de enero de 2025      | ISBN 978-4-06-538062-8 |
| 40 | 16 de abril de 2025      | ISBN 978-4-06-539099-3 |
| 41 | 16 de julio de 2025      | ISBN 978-4-06-540007-4 |
| 42 | 17 de septiembre de 2025 | ISBN 978-4-06-540007-4 |

### Manga
La editorial japonesa Kōdansha publica el manga semanalmente desde julio de 2017, en su revista Shūkan Shōnen Magazine, y lleva un total de 363 capítulos recopilados en cuarenta y uno volúmenes tankōbon. En Japón, algunas tiendas virtuales incluyeron beneficios para quien comprara los tomos en los días de lanzamiento; el sexto, por ejemplo, se publicó el 14 de septiembre de 2018 con ilustraciones especiales y con el primer volumen gratis. Similarmente, en septiembre de 2022, por el estreno del último episodio de la segunda temporada del anime, durante dos días los 227 capítulos del manga estuvieron disponibles gratuitamente en la página web Magapoke, de la Magazine Pocket. Entre las editoriales que licenciaron la obra para su distribución en el resto del mundo, se encuentran Ivrea en España, Kodansha Comics en Estados Unidos y Panini Manga en Hispanoamérica.
El 17 de agosto de 2020, se lanzó la historieta en formato antológico Rent-A-Girlfriend Official Anthology Comic, con la participación de veintidós autores. Un manga derivado de la obra original, Kanojo, Hitomishirimasu (彼女、人見知ります?  lit. «Ella es realmente tímida») —conocido en inglés como Rent-A-(Really Shy!)-Girlfriend—, se empezó a publicar en Magazine Pocket en junio de 2020 y su argumento se centra en la vida cotidiana de Sumi Sakurasawa y las dificultades que le supone su extrema timidez. Los capítulos se entrelazan con los de la serie original, pero los eventos se muestran desde la perspectiva del mencionado personaje. La publicación de la obra, que está escrita por Reiji Miyajima e ilustrada por este y por Yuka Kinami, se vio interrumpida durante varios meses en dos ocasiones. En 2021 la empresa Diamond Comic Distributors anunció, con motivo de celebrar el «Día del Cómic Gratuito», que incluiría a Kanojo, Hitomishirimasu en su lista de historietas a descargar sin cargo, opción que estuvo disponible en todo el mundo. Este no es el único contenido creado por Miyajima que se base en la obra, dado que en 2020 el autor escribió un one-shot —historieta de un solo capítulo— de género isekai sobre Rent-A-Girlfriend, que se publicó en la edición n.° 46 de ese año de la Shūkan Shōnen Magazine.

### Anime
| Director             | Kazuomi Koga (temp. 1-2) Shin'ya Une (temp. 3) |
| Creador original     | Reiji Miyajima                                 |
| Composición          | Mitsutaka Hirota                               |
| Guion                | Fumi Tsubota Mitsutaka Hirota Rie Uehara       |
| Dirección artística  | Minoru Akiba                                   |
| Diseño de personajes | Kanna Hirayama                                 |
| Efectos especiales   | Naomasa Fukuda                                 |
| Edición              | Yumiko Nakaba                                  |
| Música               | Kenichi Maeyamada                              |

Las adaptaciones al anime fueron dirigidas por Kazuomi Koga y producidas por el estudio japonés TMS Entertainment. Todas las temporadas tuvieron el mismo personal de producción, a excepción de la tercera, donde Shin'ya Une reemplazó a Koga. El programa se estrenó en Japón el 11 de julio de 2020 por la cadena televisiva Mainichi Broadcasting System Television (MBS TV), en el bloque «Animeism», en donde emitieron semanalmente los doce episodios de unos veinticuatro minutos cada uno. La emisión transcurrió hasta el 25 de septiembre de ese año. La serie está licenciada por Crunchyroll fuera de Asia. Un libro de bolsillo donde se enseñan escenarios y diseños que se usaron en la primera temporada se difundió el 10 de febrero de 2021. El 14 de diciembre Sentai Filmworks, empresa que adquirió los derechos de videos domésticos, distribuyó el Blu-ray de la serie en Norteamérica. En Japón, DMM.com sacó a la venta el Blu-ray de la primera temporada recopilado en cuatro volúmenes. Luego de eso, se desarrolló un «mini anime» que se emite a través de la cuenta de Twitter de la serie, tiene episodios de un minuto de duración y presenta a los personajes ilustrados en estilos chibi.
La segunda temporada, que contó con el mismo equipo de producción y con la cooperación de Studio Comet, se anunció antes de la finalización internacional de la primera. Se transmitió en MBS, Tokyo Broadcasting System Television (TBS TV) y otros veintiséis canales, a la vez que Muse Communication emitió los episodios en catorce países, a través de su página de YouTube. Los doce capítulos estuvieron al aire entre el 2 de julio y el 17 de septiembre de 2022. Crunchyroll, que adquirió la licencia de la tercera temporada en mayo de 2023, lanzó un Blu-ray el 26 de septiembre de 2023. DMM.com, por su lado, hizo lo propio en Japón al publicar cuatro discos Blu-ray con el contenido de la segunda temporada.
Como ya se mencionó, Shin'ya Une se encargó de dirigir la tercera temporada, tras haber trabajado en varios episodios anteriormente. Esta se anunció mediante un video promocional el 23 de junio de 2023 y comenzó a emitirse el 8 de julio de ese año. El octavo episodio se retrasó una semana, del 25 de agosto al 1 de septiembre, por «motivos ajenos a la producción». Por otro lado, a mediados de 2025 se produjo el doblaje para España —realizado en el estudio de doblaje Crunchyroll—, y para Hispanoamérica se realizó a mediados de 2022 —en el estudio Audiomaster Candiani, bajo la dirección de Jorge Reyes—.
El 11 de julio de 2024 se anunció una cuarta temporada. El personal y el elenco de las temporadas anteriores vuelven a repetir sus papeles, con Kazuomi Koga regresando como director. Se emitirá en dos temporadas divididas, y la primera se estrenará en julio de 2025.

#### Banda sonora
La banda sonora de Rent-A-Girlfriend fue compuesta por Kenichi Maeyamada, también conocido por su seudónimo «Hyadain». El opening de la serie es «Centimeter» de The Peggies, con el que se buscó insertar escenas de los doce episodios acompañadas por secuencias de baile para «adentrar al espectador al mundo de Kanokari en solo noventa segundos», de acuerdo con el director Kazuomi Koga. Kara Dennison, en un artículo para la revista Otaku USA, elogió el «tierno y relajante» tema de apertura y aconsejó a sus lectores que lo agregaran a sus listas de Spotify. En cambio, se desarrollaron tres ending: «Kokuhaku Bungee Jump» (告白バンジージャンプ?  lit. «Confesión Bungee Jump») de Halca, del segundo al sexto y del octavo al undécimo episodio; «First Drop», también de Halca, en el séptimo capítulo —como parte de la secuencia que explica la condición de Ruka—; y «Kimi wo Tousite» (君を通して?  lit. «A través de ti») de Sora Amamiya, que interpreta a Chizuru, en ocasión del último episodio de la temporada. Además de su labor musical, en agosto de 2020 Halca colaboró con la serie al interpretarse a sí misma en un cortometraje animado de características chibi, en el que la artista entabla una conversación telefónica con Chizuru.
El tema de apertura de la segunda temporada es «Himitsu Koi-Gokoro» (ヒミツ恋ゴコロ?  lit. «Corazón de amor secreto»), fruto de una colaboración entre la cantante CHiCO y el grupo HoneyWorks, mientras que para el cierre se utilizó «Ienai» (言えない?  lit. «No puedo decirlo») de MIMiNARI y asmi. Sobre esta última, los artistas que componen MIMiNARI dijeron que «interpretaron los sentimientos de Kazuya a su manera» para hacer la letra y que asmi «le dio color a la canción con su voz triste y clara». En octubre de 2022, Club DAM —industria principal de establecimientos de karaoke en Japón— reveló que «Himitsu Koi-Gokoro» fue la novena canción de anime más pedida por sus clientes durante ese verano. Para la tercera temporada, Halca volvió a trabajar para la serie cuando compuso el opening «Renai Miri Film». Por otra parte, Amber escribió «End Roll», el tema de los créditos finales. En los episodios 8 y 9, se utilizó una versión en balada de la mencionada canción. A fecha de 2025, no se ha lanzado álbum alguno que recopile las pistas que suenan en el programa.

### Dorama
El 3 de julio de 2022, se estrenó en los canales TV Asahi y Asahi Broadcasting Corporation (ABC) el dorama —es decir, una serie de televisión con actores reales— basado en el manga y producido por Fine Entertainment. Este tuvo a Daisuke Yamamoto y Kazuki Kon en la dirección, a Kumiko Aso en la escritura del guion y a Ryūsei Ōnishi y Hiyori Sakurada en los papeles principales. Además de su transmisión en televisión, el programa se emitió en los servicios de suscripción TVer, GYAO!, dTV y Hulu. Yuki Munakata se encargó de la composición de la música y el tema de apertura es «Cynthia», de Naniwa Danshi. Sora Amamiya, seiyū de Chizuru Mizuhara, realizó una participación especial y dio voz a un personaje de un videojuego. El dorama tiene un argumento original, generó diez episodios y finalizó el 25 de septiembre.

### Videojuegos
En 2021, se lanzó al mercado una aplicación llamada Rent-A-Girlfriend AI Chatbot & Alarm, con la que el usuario puede conversar con una inteligencia artificial que imita a Chizuru y, a medida que la afinidad aumenta, ella «se abrirá» y mostrará su verdadera personalidad. Otra de las funciones es la de alarma, que tiene grabaciones de los seiyū del anime. Por otra parte, entre septiembre de 2021 y enero de 2023 estuvo disponible en la red Kanojo, Okarishimasu Heroine All-stars, videojuego para teléfonos inteligentes desarrollado por Enish. Este contaba con personajes de Rent-A-Girlfriend y de otros mangas de la Shūkan Shōnen Jump, como Fairy Tail, Nanatsu no Taizai, Fire Force y Go-Tōbun no Hanayome.

## Recepción

### Críticas
La manera en que la serie retrata a las novias de alquiler ha recibido críticas dispares. En su reseña sobre el primer volumen, Faye Hopper escribió en Anime News Network que, al contrario de lo que esperaba, el manga «no trata sobre cómo es la profesión ni intenta disipar muchos estigmas graves e injustificados», sino que «construye su absurda premisa basándose en este fenómeno social japonés». Además, dijo que «depende demasiado de situaciones incómodas, tramas repetitivas y clichés» y que ella «preferiría leer un artículo periodístico sobre el día a día de alguna de estas chicas antes que otro volumen de la serie». En el sitio web Kotaku, Chingy Nea —que durante un año y medio trabajó realizando sugar dating— alabó al anime por tocar temas a los que no se presta atención: «Vi el programa con varios amigos que también se han desempeñado como trabajadores sexuales y todos llegamos a identificarnos con alguna situación, ya sea llevar una doble vida o tener que establecer ciertos límites con algún cliente. Es increíblemente raro ver ese tipo de experiencia retratada de una manera tan genuina». Ethan Wescoatt, de Comic Book Resources, se refirió a Rent-A-Girlfriend como una serie de género harem diferente, ya que sus personajes femeninos no son «planos». Adicionalmente, dijo que, al estar protagonizada por jóvenes universitarios y no por estudiantes de secundaria, su «contenido puede expandirse y abarcar temas predominantes para adultos, como el alcohol y el sexo».

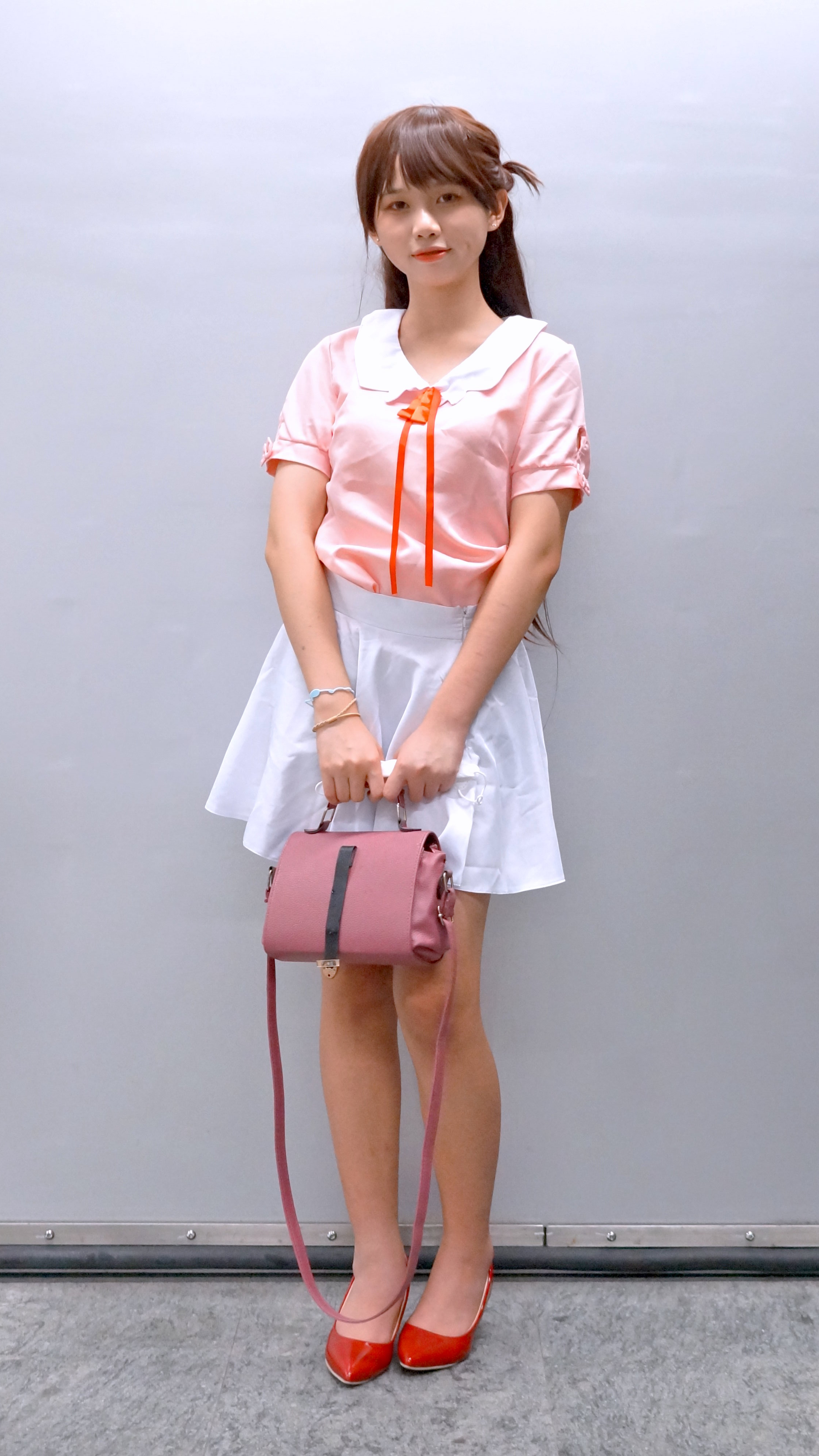
Cosplayer de Chizuru Ichinose, en 2022.

Se ha criticado el ritmo de la serie tanto en la primera como en la segunda temporada del anime. Por ejemplo, a esta última Nicholas Dupree la describió como «extremadamente lenta, tanto como el movimiento de un glaciar» y afirmó que es una pérdida de tiempo para los espectadores. No obstante, opinó que la tercera se desarrolla más rápido y que la animación, al igual que las anteriores, es aceptable. La mencionada segunda temporada fue ampliamente juzgada por la prensa en virtud de sus episodios «tediosos» e intrascendentes. El humor presente en el manga también ha recibido comentarios generalmente negativos por parte de los medios de comunicación, puesto que es repetitivo y obsceno. Las ilustraciones y los diseños, por su lado, sí han obtenido buenas críticas.
Algunos críticos han afirmado que las relaciones que tienen lugar en la obra son de carácter dañino. Isaiah Colberth, de Kotaku, dijo que la única mujer con la que Kazuya mantiene una relación beneficiosa es Sumi Sakurasawa. «Aunque en el manga se vean atisbos de cambios en él, el daño que ha causado la testarudez de Kazuya es enorme, y que el resto de personajes jamás se lo echen en cara no ayuda», añadió. Sobre la mencionada Sumi Sakurasawa, Nicholas Dupree la considera el mejor personaje del programa, debido a que es «la única con un objetivo personal coherente y la única cuyas interacciones con Kazuya llegan a algún lugar». Por otra parte, se ha destacado que a Chizuru se la represente como una mujer profesional, comprensiva y encantadora, pero también se ha juzgado que el autor enaltezca a su protagonista femenina en múltiples oportunidades. El periodista James Hurtado analizó que, aun cuando es una obra con pocos personajes, el principal problema de Rent-A-Girlfriend es el escaso desarrollo de estos. Jordan Richards, de AIPT Comics, encontró «desagradable» al protagonista e «igualmente espantosos» a sus familiares y amigos, si bien hizo una excepción con Chizuru, al considerarla interesante.
La escena en la que Kazuya comprende que se ha enamorado de Chizuru, un momento crucial en la obra, fue comentada por los analistas Joe Ballard, de Comic Book Resources, y Nicholas Dupree, de Anime News Network, cuyas conclusiones son diferentes. En la mencionada secuencia, el protagonista se masturba imaginando a su exnovia, pero en medio del acto involuntariamente termina pensando en Chizuru. Ballard la llamó una «escena hilarante, incómoda, dramática y ridícula... La forma perfecta para que un protagonista tan desafortunado y pervertido entienda lo que siente», mientras que Dupree dijo: «No sé si me impresiona o me desalienta que una escena fundamental para el desarrollo del personaje principal ocurra durante una sesión de masturbación, pero he de decir que causa impacto».

### Popularidad
El manga llegó a registrar el millón de copias vendidas en febrero de 2019, casi dos años después de su primera publicación. Ese mismo mes, la Shūkan Shōnen Magazine solicitó a sus lectores que enviaran ideas que ayudaran a aumentar la demanda de la serie y anunció que quien presentara el proyecto más interesante sería premiado con un millón de yenes. La salida se disparó a raíz del estreno del anime, ya que las ventas del primer volumen se multiplicaron por diez y se alcanzaron las cinco millones de copias en circulación. La serie fue la comedia romántica más popular de la revista durante todo 2020. En agosto de 2021, con veintidós tankōbon lanzados, se llegó a 8,7 millones y, cuatro meses más tarde, a diez millones de copias compradas, cifras correspondientes a uno de los mangas más populares en Japón. Rent-A-Girlfriend también obtuvo gran repercusión en China, donde se vendieron setecientas mil copias a fecha de agosto de 2020. Kanojo, Hitomishirimasu, de igual forma, se hizo popular en ese país.
En julio de 2023, el manga tenía más de 11 millones de copias en circulación. En marzo del 2024 tenía 13 millones de copias en circulación. En abril tenía 13,5 millones de copias en circulación para abril de 2025.
En mayo de 2024, K Manga anunció en su primer aniversario que la serie era el manga más vendido y el cuarto más leído en la aplicación.
El 8 de diciembre de 2024, la ciudad de Nakano, natal de Reiji Miyajima, celebró el Festival Nakano Kanokari para promocionar el manga. El 30 de mayo de 2025, la ciudad de Nakano anunció una colaboración para el Festival de la Rosa Shinshu Nakano, que se celebraría el 15 de junio de 2025.
El 14 de mayo de 2025, se creó una cuenta X para el personaje de Ruka Sarashina. El 29 de mayo, se lanzó una campaña de financiación colectiva en Campfire para un proyecto que celebraba el cumpleaños de Ruka. Tras el inicio oficial de la financiación colectiva el 5 de junio, se anunció que el proyecto alcanzó su objetivo de 10 000 000 de yenes en 12 minutos y se convirtió en el número 1 del ranking de Campfire. El proyecto recibió un total de 29 265 498 yenes al finalizar la campaña el 31 de julio.

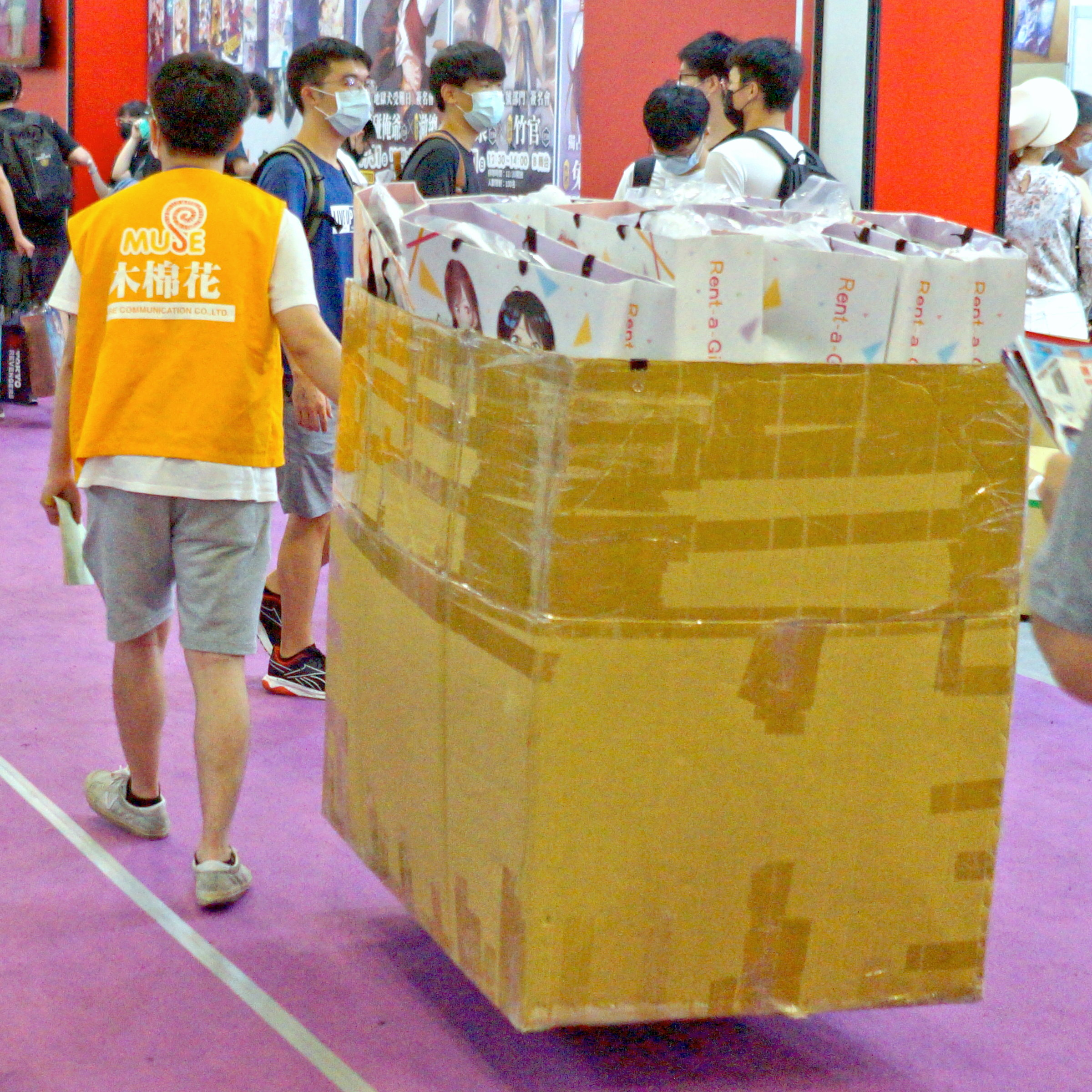
Mercancía basada en la serie presente en un evento de manga en Taiwán, en 2022.

Para promocionar la serie, en Japón se abrió la línea telefónica gratuita «Kanokari Call», en la que se oía un mensaje pregrabado de Aoi Yūki interpretando a Mami Nanami. El proyecto generó popularidad, por lo que la operación se repitió antes del estreno de la segunda y la tercera temporada, con el resto de actrices de voz sumándose. El programa se convirtió en una de las comedias románticas más populares de la industria desde su estreno. La primera temporada mantuvo su alta audiencia, pero las calificaciones de los usuarios de MyAnimeList disminuyeron con cada episodio. Durante la emisión del último capítulo, la serie ocupó el primer puesto en las tendencias de Twitter en Japón. Las puntuaciones de la audiencia en MyAnimeList siguieron decayendo a partir del lanzamiento de la segunda temporada. Según el periodista Joe Ballard, «que los espectadores disfruten cada vez menos el programa pero sigan viéndolo es perfectamente entendible para este anime en particular», debido a la naturaleza intrigante de la trama.
Chizuru se ha convertido en el personaje más popular del manga y en uno de los más conocidos de la Shūkan Shōnen Magazine, prueba de ello es que en 2023 haya quedado tercera en una votación para elegir a la «heroína preferida de comedia romántica», por detrás de Asahi Amagami y Yuna Amagami, ambas de Amagami-san Chi no Enmusubi. Las tres aparecieron en la portada de la edición de la revista que se publicó el 22 de febrero de ese año. También en 2023, se colocó una imagen de Chizuru en edificios en el Shibuya Scramble Crossing y en Center Gai, como promoción de la tercera temporada del anime. Algunas cosplayer y otras artistas se han disfrazado como diversos personajes del manga; Enako, por ejemplo, lo hizo con Chizuru y Sumi, mientras que la cantante y actriz Miona Hori se vistió como Ruka, a pedido de sus seguidores. En 2021 el anime fue candidato en dos categorías de los Crunchyroll Anime Awards: mejor pareja y mejor personaje femenino.
Se han llevado a cabo exposiciones artísticas basadas en la serie en varios sitios, entre ellos, tiendas de Tower Records y el centro comercial Shinjuku Marui Annex. En junio de 2018 se efectuó un cruce con la obra de la misma revista, Senryū Shōjo, cuando se publicó un manga de un solo capítulo en el que Chizuru toma un baño con Nanako Yukishiro. En 2019 la serie emprendió una campaña publicitaria en la red social china TikTok, donde se publicaron videos de Ayana Taketatsu en los que interpreta a una novia de alquiler. En junio de 2023, con motivo del estreno de la tercera temporada del anime, se colocaron paneles y carteles relacionados con la obra en el parque de atracciones Tokyo Dome City, al que los protagonistas concurren en un capítulo. Al mismo tiempo, se produjo una colaboración entre Rent-A-Girlfriend y el anime de Temple, al lanzarse dos ilustraciones que muestran a personajes de ambas series y, también, al planearse la realización de un «mini anime» colaborativo. Asimismo, como resultado de una colaboración entre la serie y Ryofu Karuma, se lanzó un video donde se produce una batalla de rap entre el mencionado artista y Chizuru.
El 21 de abril de 2025 se anunció una colaboración con HomeChara.
En junio de 2025, se anunció una colaboración con D4DJ, que comenzaría el 14 de julio de 2025 y finalizaría el 22 de julio de 2025. El evento se llama DJ, Okarishimasu.
El 18 de junio de 2025 se anunció que, en preparación para la cuarta temporada, Abema emitirá las temporadas 1 a 3 el 20 de junio. Esta visualización simultánea se llevó a cabo tres veces en total, la primera vez con el ídolo Toomi, miembro de #2i2, viendo la primera temporada el 20 de junio; la segunda vez con la actriz de voz Sora Amamiya, la voz de Chizuru Mizuhara, viendo la segunda temporada el 26 de junio; y la tercera vez con Clara, la artista de ClariS, quien interpreta el tema de apertura de la cuarta temporada, viendo la tercera temporada el 27 de junio. Cada episodio se transmitió en vivo de forma gratuita en la cuenta oficial de YouTube de DMM Pictures.
En agosto de 2025 se anunció una colaboración entre Rent-A-Girlfriend y Spa Resort Hawaiians por la emisión de la cuarta temporada, "Hawaiians Arc" que durará el sábado 13 de septiembre al domingo 9 de noviembre.

### Mercadotecnia
Como Chizuru es el personaje más popular, la mayoría de mercancía relacionada con la serie se basa en su imagen. En 2022, por haber alcanzado los doscientos capítulos, la revista llevó a cabo una encuesta en línea para crear una figura tridimensional y de tamaño real del personaje más votado por el público, que resultó ser Chizuru. Esta no es la única figura hecha a su imagen, ya que FuRyu realizó una de veintitrés centímetros y Banpresto una de policloruro de vinilo de dieciocho centímetros. En 2021, se sorteó un tablón de acrílico de ciento cuarenta centímetros con una impresión de Chizuru, como parte de una campaña para promocionar el anime. Se han lanzado al mercado figuras basadas en otros personajes de Rent-A-Girlfriend, como Ruka y Sumi. Asimismo, han salido a la venta otros objetos relacionados con la serie, como réplicas de una sudadera de Chizuru, perfumes y mascarillas basadas en los personajes, y fundas para celular.